# Nastri d'argento 2006
Els Nastri d'argento 2006 foren la 61a edició de l'entrega dels premis Nastro d'Argento (Cinta de plata) que va tenir lloc el 7 de febrer de 2006 a Roma. a la inauguració del Taormina Film Fest. Les candidatures es van fer públiques el 14 de gener de 2006 al Palazzo Fendi, on foren seleccionades 30 pel·lícules.

## Guanyadors

### Millor director
- Michele Placido - Romanzo criminale
- Pupi Avati - La seconda notte di nozze
- Cristina Comencini - La bestia nel cuore
- Alessandro D'Alatri - La febbre
- Giovanni Veronesi - Manuale d'amore

### Millor director novell
- Francesco Munzi - Saimir
- Stefano Mordini - Provincia meccanica
- Vittorio Moroni - Tu devi essere il lupo
- Fausto Paravidino - Texas
- Stefano Pasetto - Tartarughe sul dorso

### Millor productor
- Marco Chimenz, Giovanni Stabilini i Riccardo Tozzi (Cattleya) - La bestia nel cuore (amb Rai Cinema i Sky), Romanzo criminale (amb Warner Bros.) i Quando sei nato non puoi più nasconderti (amb Rai Cinema)
- Antonio Avati (Duea Film) amb Rai Cinema - Ma quando arrivano le ragazze? e La seconda notte di nozze
- Aurelio De Laurentiis (Filmauro) - Manuale d'amore
- Daniele Mazzocca, Cristiano Bortone i Gianluca Arcopinto (Orisa produzioni) - Saimir
- Marco Poccioni i Marco Valsania (Rodeo Drive) amb Rai Cinema - La febbre

### Millor argument
- Roberto Benigni i Vincenzo Cerami - La tigre e la neve
- Francesco Munzi - Saimir
- Ferzan Özpetek i Gianni Romoli - Cuore sacro
- Fausto Paravidino, Iris Fusetti i Carlo Orlando - Texas
- Marco Ponti i Lucia Moisio - L'uomo perfetto

### Millor guió
- Ugo Chiti i Giovanni Veronesi - Manuale d'amore
- Alessandro D'Alatri, Gennaro Nunziante i Domenico Starnone - La febbre
- Sandro Petraglia, Stefano Rulli, Giancarlo De Cataldo i Michele Placido - Romanzo criminale
- Giuseppe Rocca, Laura Sabatino i Antonietta De Lillo - Il resto di niente
- Gabriele Salvatores i Fabio Scamoni - Quo vadis, baby?

### Millor actor protagonista
- Pierfrancesco Favino, Kim Rossi Stuart i Claudio Santamaria - Romanzo criminale
- Stefano Accorsi - Provincia meccanica
- Antonio Albanese - La seconda notte di nozze
- Roberto Benigni - La tigre e la neve
- Luca Zingaretti - Alla luce del sole i I giorni dell'abbandono

### Millor actriu protagonista
- Katia Ricciarelli - La seconda notte di nozze
- Asia Argento - The Heart Is Deceitful Above All Things
- Margherita Buy - I giorni dell'abbandono
- Valeria Golino - Texas
- Giovanna Mezzogiorno - La bestia nel cuore

### Millor actriu no protagonista
- Angela Finocchiaro - La bestia nel cuore
- Erika Blanc e Lisa Gastoni - Cuore sacro
- Silvana De Santis - Tickets
- Loretta Goggi - Gas
- Angela Luce e Marisa Merlini - La seconda notte di nozze

### Millor actor no protagonista
- Carlo Verdone - Manuale d'amore
- Giuseppe Battiston - La bestia nel cuore
- Rodolfo Corsato - Quando sei nato non puoi più nasconderti
- Riccardo Scamarcio - Texas e L'uomo perfetto
- Gianmarco Tognazzi - Romanzo criminale

### Millor banda sonora
- Fabio Barovero, Simone Fabbroni, Negramaro, Roy Paci i Louis Siciliano - La febbre
- Ezio Bosso - Quo vadis, baby?
- Andrea Guerra - Hotel Rwanda
- Banda Osiris - Tartarughe sul dorso
- Daniele Sepe - Il resto di niente

### Millor fotografia
- Fabio Cianchetti - La bestia nel cuore i La tigre e la neve
- Cesare Accetta - Il resto di niente
- Luca Bigazzi - Romanzo criminale
- Pasquale Mari - La Passione di Giosuè l'ebreo
- Italo Petriccione - La febbre i Quo vadis, baby?

### Millor vestuari
- Francesco Crivellini - La seconda notte di nozze
- Daniela Ciancio - Il resto di niente
- Grazia Colombini e Giulia Mafai - La Passione di Giosuè l'ebreo
- Nicoletta Ercole - Il ritorno del Monnezza
- Nicoletta Taranta - Romanzo criminale

### Millor escenografia
- Bruno Rubeo - El mercader de Venècia (The Merchant of Venice)
- Paola Comencini - La bestia nel cuore i Romanzo criminale
- Andrea Crisanti - Cuore sacro
- Luigi Marchione - La febbre
- Beatrice Scarpato - Il resto di niente

### Millor muntatge
- Esmeralda Calabria - Romanzo criminale
- Osvaldo Bargero - La febbre
- Claudio Di Mauro - Manuale d'amore
- Roberto Missiroli - Saimir
- Cecilia Zanuso - La bestia nel cuore

### Millor so en directe
- Mario Iaquone - Romanzo criminale
- Stefano Campus - Saimir
- Fulgenzio Ceccon - Quando sei nato non puoi più nasconderti
- Mauro Lazzaro - Quo vadis, baby?
- Bruno Pupparo - La tigre e la neve

### Millor cançó
- Mentre tutto scorre dei Negramaro - La febbre
- Swan d'Elisa - Melissa P.
- Warriors of light/Sei o non sei dels Room 108 - Mai + come prima
- Solo per te de Tricarico - Ti amo in tutte le lingue del mondo
- Tra cielo e terra de Pietro Cantarelli cantada per Tosca - Cielo e terra

### Millor pel·lícula estrangera
- Clint Eastwood - Million Dollar Baby
- Tim Burton - La núvia cadàver (Corpse Bride)
- George Clooney – Bona nit i bona sort
- Michael Haneke - Caché (Cachè)
- Ron Howard - Cinderella Man (Cinderella Man)
- Jim Jarmusch – Flors trencades
- Hayao Miyazaki - El castell ambulant (Hauru no ugoku shiro)
- Marc Rothemund - Sophie Scholl - Die letzten Tage
- Martin Scorsese - L'aviador
- Aleksandr Sokurov - El Sol (Solntse)

### Millor documental
- Viva Zapatero!, dirigida per Sabina Guzzanti
- Passaggi di tempo, dirigida per Gianfranco Cabiddu
- La història del camell que plora (Die Geschichte vom weinenden Kamel), dirigida per Luigi Falorni e Byambasuren Davaa
- Craj, dirigida per Davide Marengo

### Millor director de curtmetratge
- Un amore inguaribile de Giovanni Covini
- Dentro Roma de Francesco Costabile
- Do You See Me? de Alessandro De Cristofaro

### Millor curtmetratge
- Punto di vista. de Michele Banzato

### Nastro d'Argento especial
- Dante Ferretti per l’scenografia de L'aviador
- Gabriella Pescucci pel vestuari de Charlie i la fàbrica de xocolats (Charlie and the Chocolate Factory)
- Nicola Piovani per la música de La tigre e la neve
- Pietro Scalia pel muntatge de Memòries d'una geisha (Memoirs of a Geisha)

### Nastro d'Argento europeu
- Barbora Bobuľová - Cuore sacro

### Nastro d'honor
- Stefania Sandrelli

### PremiGuglielmo Biraghi
- Riccardo Scamarcio - Texas i L'uomo perfetto
- Valeria Solarino - La febbre

### Premi "Fendi Film - Talento 2006"
- Valeria Solarino